# 阿部川キネコ
阿部川 キネコ（あべかわ キネコ、8月6日 - ）は、日本の漫画家。宮城県仙台市出身。しし座のB型。

## 概要・人物
商業誌デビュー作は、『魔動王グランゾート』のパロディショート作品「3月うさぎは恋してる」。現在は一般誌を中心とした活動をしているが、2000年頃まではショタ・BLモノ中心での活動であった。『辣韮の皮〜萌えろ!杜の宮高校漫画研究部〜』や『ビジュアル探偵明智クン』のようなギャグを中心とした作品、『WAKIWAKIタダシさん』『ミス&ミセス』などのほのぼのとした作品、『お菓子な片思い』のシリアスな描写など掲載誌によって書き分ける幅広い作風を持つ。また絵柄の幅がかなり広く、『お菓子な片思い』では少女漫画風の絵柄、『パンクかあさんとロリータむすめ』では切り絵風、『ミス&ミセス』では高野文子を彷彿させるような描画をしている。本人ブログによると話の内容に合うような絵柄にする為に作品によって画風を変更するなど工夫をしているとの事。
『ミス&ミセス』が平成18年度文化庁メディア芸術祭審査委員会推薦作品となる。また2007年放送のアニメ、『大江戸ロケット』のキャラクターデザインチームの一員でもある。また『シルバー仮面』のリメイク版映画である『シルバー假面』にエキストラとして出演もしている。
自身を漫画内やコミックス折り返しにキャラクターとして登場させる際には、「キネコ=黄猫」という洒落で、黄色い髪の猫耳頭を持つ3頭身の女性マスコットとして描く。3頭身のネコ繋がりで、『ドラえもん』風に腹部にポケットを着けた黄色い身体で描くことも多い。自称として「キネコ」をロシア風にもじった「キネコフ」を名乗ることもある。
代表作『辣韮の皮〜萌えろ!杜の宮高校漫画研究部〜』は、2003年にドラマCD化されている（3巻初回版に付属）。この作品の単行本折り返しには、毎回コスプレをした状態の著者近影が掲載されている。女性漫画家で作者本人の肖像写真を一般に公開しているのは、比較的珍しい例である。
同業者のふくやまけいこ、桑田乃梨子、高生浩子、白井幸子とは同じアパートに住んでいたことがあり交流が深い。『辣韮の皮』の単行本化の際は同作品中のキャラ「八乙女泉」の作品、と称したふくやまけいこのゲスト寄稿が度々登場している。
2018年に整理収納アドバイザー一級を取得。

## 連載中の作品
- にゃんコレ（『超!アニメディア』作画担当、原作：はっとりみどり）
- 薔薇王の学園（『月刊プリンセス』原作：菅野文）

## 作品リスト
リンク先のある作品についてはリンク先を参照。

### 既刊本リスト（漫画）
- 「KINEKOコレクション」（学研） ISBN 4790110656（1997年1月）
- 「TU TU」（一水社） ISBN 4905965357（1997年12月）
- 「覚悟を決めてっ」（一水社） ISBN 4905965489（1998年2月）
- 「楽園の扉」（一水社）観世アリス名義 ISBN 4877750657（2000年11月）
- 「辣韮の皮〜萌えろ!杜の宮高校漫画研究部〜」全7巻（ワニブックス）
- 「濡れた放課後」（松文館） ISBN 4790110656（2003年5月）
- 「艶遊演義」（松文館） ISBN 4790111717（2003年11月）
- 「WAKIWAKIタダシさん」全2巻（竹書房）

1. ISBN 481245929X（2004年3月）
2. ISBN 4812463009（2005年11月）

- 「ビジュアル探偵明智クン!!」全2巻（芳文社）

1. ISBN 4832275356（2005年4月）
2. ISBN 9784832276338（2007年5月）

- 「お菓子な片想い」全2集（竹書房）

1. ISBN 4812462479（2005年9月）
2. ISBN 9784812467039（2007年7月）

- 「ミス&ミセス」全1巻（双葉社） ISBN 4575940224（2006年7月）
- 「姫武将政宗伝 ぼんたん!!」全5巻（幻冬舎）

1. ISBN 9784344809901（2007年5月）
2. ISBN 9784344813083（2008年4月）
3. ISBN 9784344815902（2009年3月）
4. ISBN 9784344819573（2010年5月）
5. ISBN 9784344823570（2011年12月）

- 「ほわグラ」既刊1巻（新書館）※『ウンポコ』休刊により続刊未定。

1. ISBN 9784403619076（2008年7月）

- 「放課後関ケ原」全4巻（秋田書店）

1. ISBN 9784253152747（2011年5月）
2. ISBN 9784253152891（2012年6月）
3. ISBN 9784253152921（2013年3月）
4. ISBN 9784253152938（2013年12月）

- 「パンクかあさんとロリータむすめ。」全1巻（双葉社）※『まんがタウン』2013年7月号で最終回は迎えたが、単行本は打ち切り。

1. ISBN 9784575943665（2012年11月）

- 「ネコキネコ」全1巻（幻冬舎コミックス）
  - ISBN 9784344830813（2014年3月）
- 「うつゆり」全1巻（幻冬舎コミックス）
  - ISBN 9784344830806（2014年3月）
- 「白馬が王子様」全3巻（秋田書店）

1. ISBN 9784253153676（2015年1月）
2. ASIN B07HMSXBQ6（2018年10月）※電子書籍のみ。
3. ASIN B07HMPMGPP（2018年10月）※電子書籍のみ。

- 「薔薇王の学園」（秋田書店） ISBN　9784253273435（2022年6月）

### イラスト作品
- 『PASH!』（主婦と生活社）：「萌え女子コンダの脳内通信」のコーナーにて毎月カットを担当していた。